# Толмачёво (станция)
Толмачёво — железнодорожная станция Октябрьской железной дороги на участке Гатчина-Варшавская — Луга. Расположена в посёлке Толмачёво.

## История
Открыта в 1857 году под именем Преображенская от Спасо-Преображенской церкви, построенной в 1886 году.
В 1920 году переименована в Толмачёво в честь Николая Гурьевича Толмачёва, родившегося 12 ноября 1895 года на Урале, подпольная кличка — «товарищ Василий». Весной 1919 года Толмачёв возглавлял Политуправление Петроградского военного округа. Во время боя, раненый, остался один. Чтобы не сдаваться врагу живым, последней пулей из револьвера он покончил с собой.
Близ привокзальной площади на высокой, грубо обработанной глыбе розового крупнозернистого гранита установлен бюст Н. Г. Толмачёва. Скульптор А. Н. Черницкий.
В 1971 году через станцию была протянута электрификация однопутного участка Сиверская - Луга-I напряжением 3,3 кВ постоянного тока. В том же году была сооружена высокая островная пассажирская платформа.
В 1986 году на участке от ст. Сиверская до ст. Луга-I в связи с увеличением пар электропоездов и пропускной способности был сооружен и электрифицирован напряжением 3,3 кВ постоянного тока второй главный путь.

## Описание
На станции имеется зал ожидания с кассами по продаже билетов.
На станции останавливаются все проходящие через неё пригородные электропоезда, кроме «Ласточек» Псков-Луга-Санкт-Петербург.
Высота над уровнем моря — 47,4 м.